# Iglesia de Santa María la Real (Zarauz)

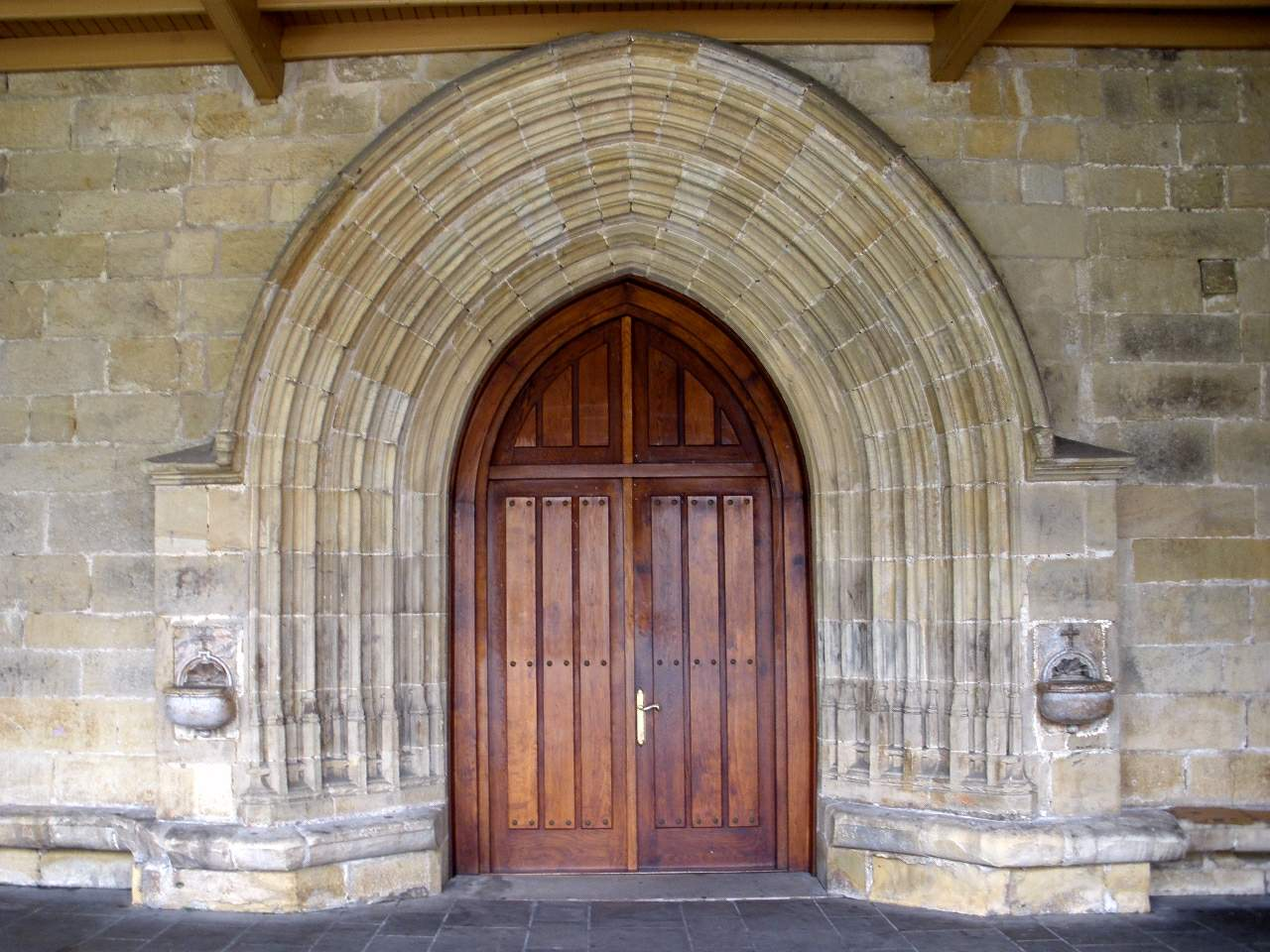
Entrada principal

La iglesia de Santa María la Real es un templo católico situado en el término municipal de Zarauz, ubicado cerca a la entrada a la ciudad desde Guetaria. Es de estilo gótico español y construida en el siglo XV.
El retablo mayor, obra iniciada por Andrés de Araoz y su hijo Juan, data de finales del siglo XVI y principios del XVII y está hecho a medida de la imagen gótica de Nuestra Señora la Real.
Destacan dos altares del siglo XVII una dedicada a Virgen del Rosario (1612) y la otra a San Exuperio, ambos atribuidos a Ambrosio de Bengoechea.

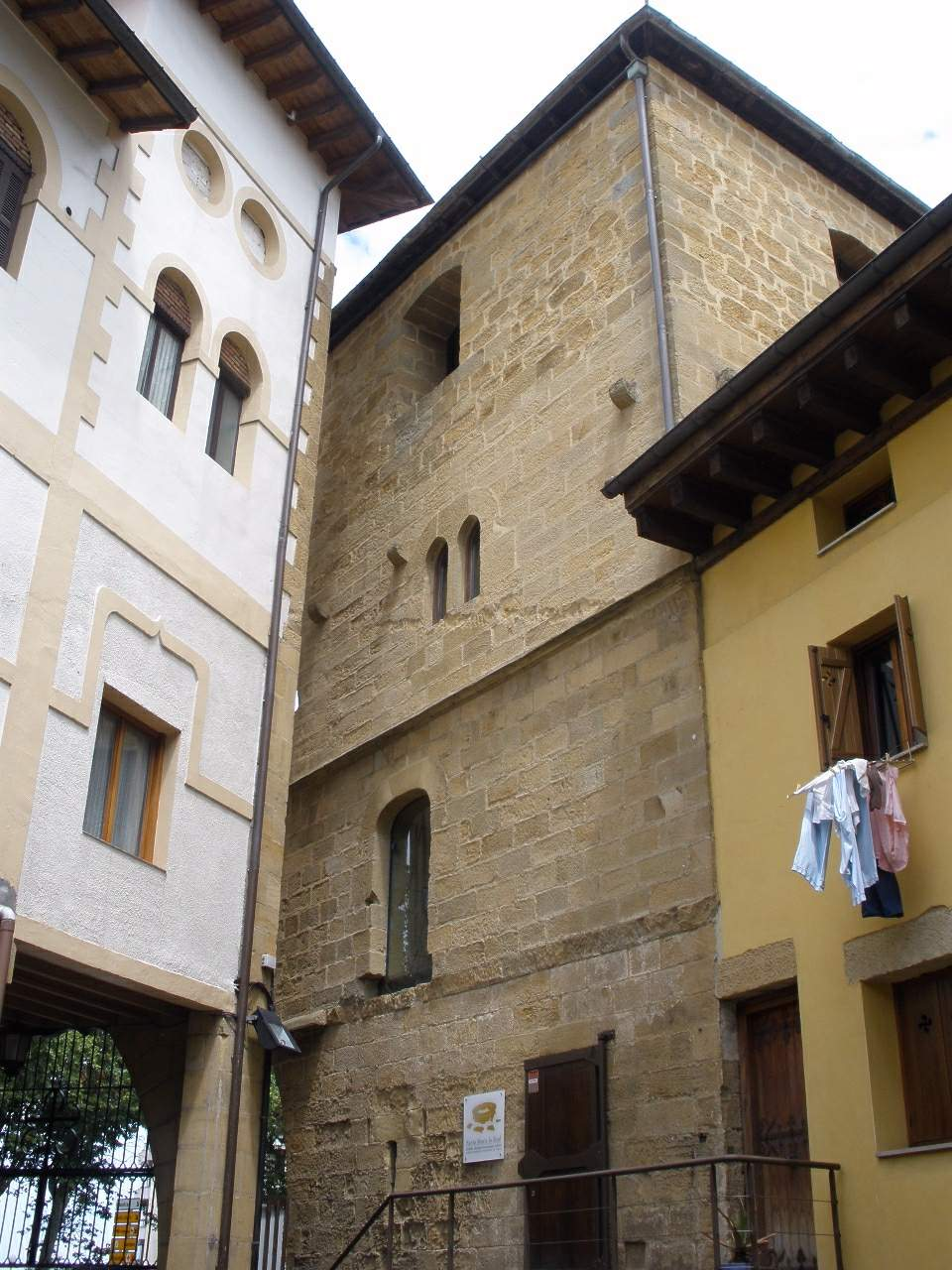

La parroquia pertenece al Conjunto Arqueológico Monumental de Santa María la Real junto con la Torre Zaratz, el edificio más antiguo de la villa (siglo XV) . La torre-campanario acoge el Museo de Arte e Historia y debajo de sus muros se encontraron restos de la primera necrópolis de Zarauz (siglos X-XV). 
En el muro oeste de la iglesia se abre un rosetón con vidriera del siglo XIX.